# Włoszczowa
Włoszczowa [vwɔʂˈt͡ʂɔva] ist eine Stadt im Powiat Włoszczowski der Woiwodschaft Heiligkreuz in Polen. Sie ist Sitz des Powiats und der gleichnamigen Stadt-und-Land-Gemeinde. Im Jahr 2020 zählte der Powiat etwa 45.000 Einwohner.

## Geografie

### Geografische Lage
Włoszczowa befindet sich im östlichen Teil der Włoszczowa-Senke auf dem Przedborska-Hochland. Die nordöstliche Grenze der Stadt wird durch den Fluss Czarna Struga, der zum Einzugsgebiet der Pilica gehört, gebildet. Im südlichen Teil der Stadt befindet sich eine kleine Kalksteinerhebung namens Czarnecka oder Ewińska Góra – der höchste Punkt innerhalb der Stadtgrenzen – 271 m über dem Meeresspiegel.

### Fläche der Stadt
Laut Daten vom 1. Januar 2011 betrug die Fläche der Stadt 30,30 km².

### Schutzgebiete
Włoszczowa ist vom Landschaftsschutzgebiet Włoszczowa-Jędrzejów umgeben. Die Stadt und die gesamte Gemeinde sind in ein Abfalltrennungsprogramm eingebunden. Sie verfügt über eine eigene Mülldeponie in Kępny Ług sowie eine Kläranlage in der Wiejska-Straße (erbaut Mitte der 1990er Jahre).

## Geschichte

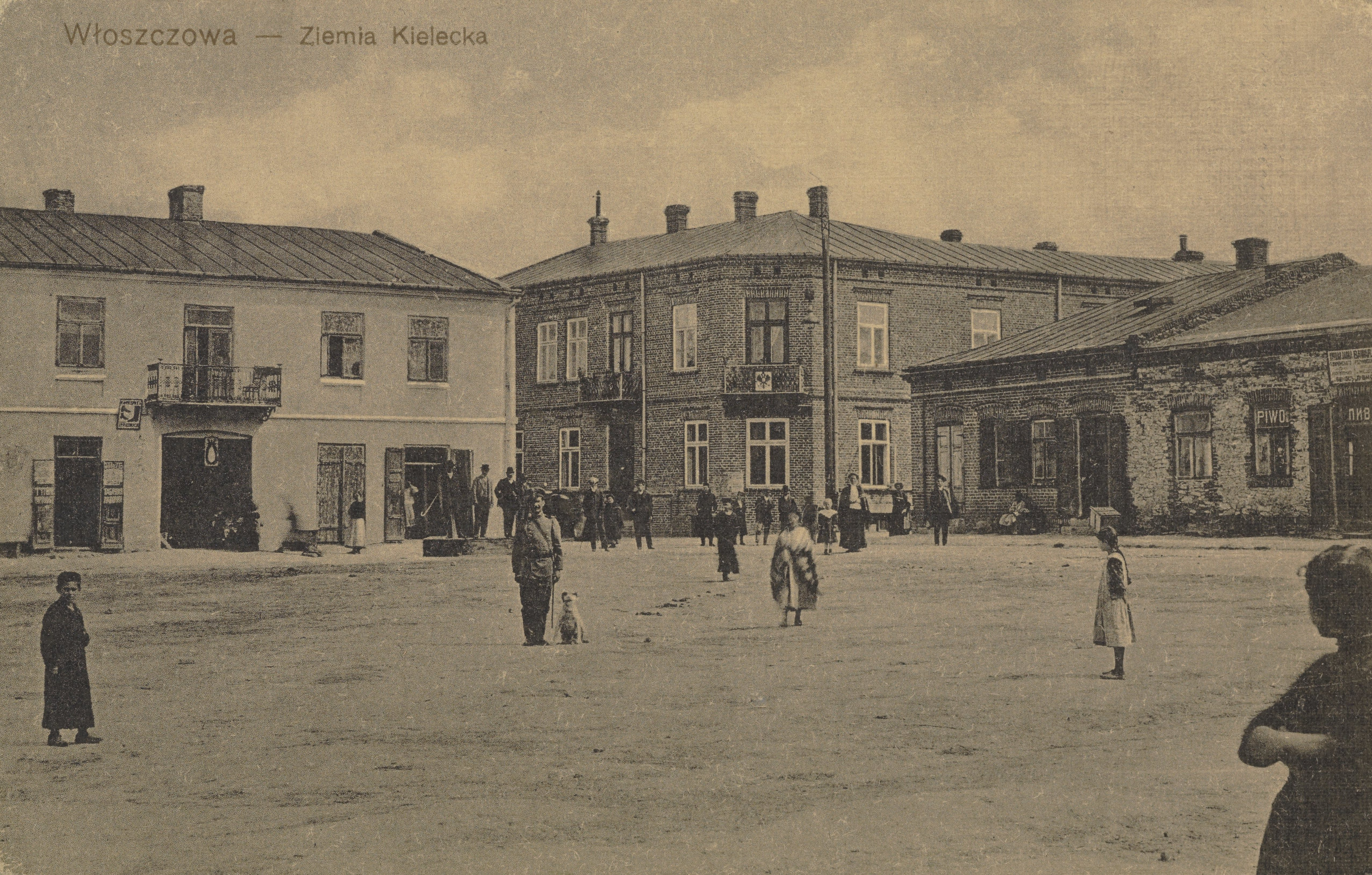
Włoszczowa um das Jahr 1913

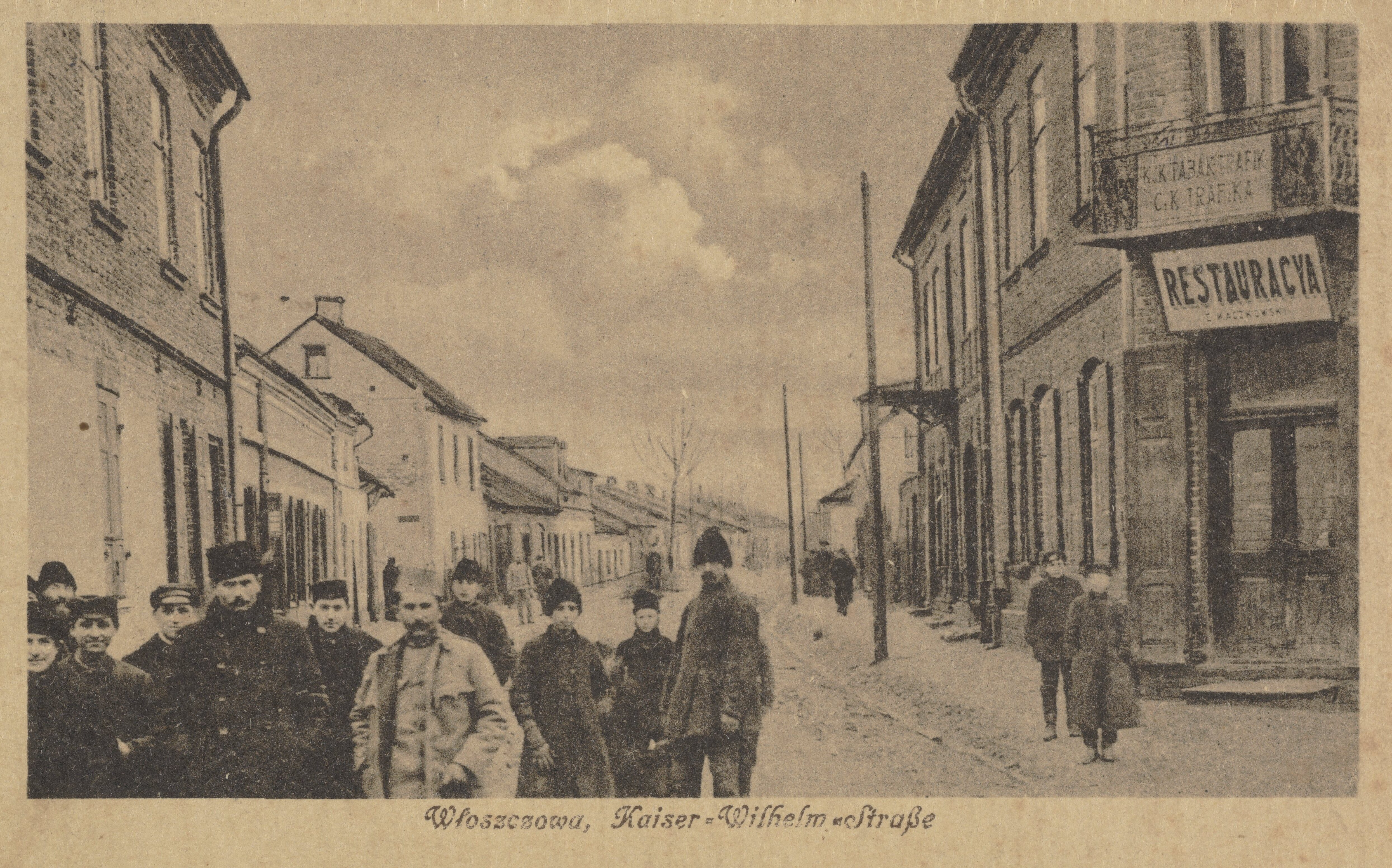
Włoszczowa 1906–1908

Die erste Erwähnung von Włoszczowa stammt aus dem Jahr 1154. Damals übergab Heinrich von Sandomir den Ort namens Vloszcova den Johannitern  aus Zagość. Die Stadtrechte wurden im Jahr 1539 durch die Bemühungen des Starosten von Chęciny, Hieronim Szafraniec, vom König Sigismund I. verliehen. Im 16. und 17. Jahrhundert befindet sich Włoszczowa in den Händen der Familie Szafraniec. Im Jahr 1642 fanden hier marianische Erscheinungen statt. Seit der zweiten Hälfte des 17. Jahrhunderts nahm die jüdische Besiedlung zu. Ende des 18. Jahrhunderts war die Stadt im Besitz der Familie Małachowski, darunter des Woiwoden von Sieradz, Mikołaj Małachowski. Seine Frau Ewa aus der Familie Męciński ließ eine Friedhofskapelle mit dem Patrozinium Allerheiligen errichten. Laut dem „Skorowidz Miejscowości Rzeczypospolitej Polskiej“, Bd. III, Woiwodschaft Kielce, herausgegeben in Warschau 1925, hatte Włoszczowa 5479 Einwohner, darunter 2565 römisch-katholischen und 2910 mosaischen Glaubens; 5322 Einwohner gaben die polnische Nationalität an, 156 die jüdische und 1 die deutsche. Ab September 1939 war die Stadt unter deutscher Besatzung im Generalgouvernement. In Włoszczowa existierte in den Jahren 1940–1942 ein Ghetto im Gebiet der Kilińskiego-Straße, südlich des Marktplatzes. Im September 1942 deportierten die Nationalsozialisten fast die gesamte jüdische Bevölkerung der Stadt. Im Jahr 1969 wurde das größte Unternehmen in Włoszczowa gegründet – das Bau- und Tischlereiwerk Stolbud Włoszczowa. Im Jahr 1980 wurde ein neues Krankenhaus eröffnet, das als eines der ersten in Polen (noch in der Zeit der Volksrepublik Polen) den Namen von Johannes Paul II. erhielt.

## Gemeinde
Zur Stadt-und-Land-Gemeinde (gmina miejsko-wiejska) gehören neben der Stadt Włoszczowa weitere Dörfer mit Schulzenämtern.

### Gemeindepartnerschaft
- Le Passage, Frankreich

## Kultur

### Nichtstaatliche Organisationen im Bereich Kultur und lokales Erbe
Das Włoszczower Kulturförderungsverein – ein 1959 gegründeter Verein. Der Verein stiftete einen Gedenkstein am Grab des Volksbarden Piotr Piech aus Kurzelów und renovierte die Windmühle in Krasocin, in der ein Brot-Museum eingerichtet wurde.
Das Włoszczower Geschichtsverein – ein 2007 gegründeter Verein. Der Verein engagiert sich für die Vertiefung und Verbreitung historischen Wissens in der Region, initiiert Forschungen zur Geschichte der Stadt Włoszczowa und des Powiats Włoszczowski, sowie für Bildung und den Schutz von Kulturgütern.

### Kultureinrichtungen
- Kulturhaus
- Powiatliches Kultur- und Freizeitzentrum in Włoszczowa
- Stadtbibliothek

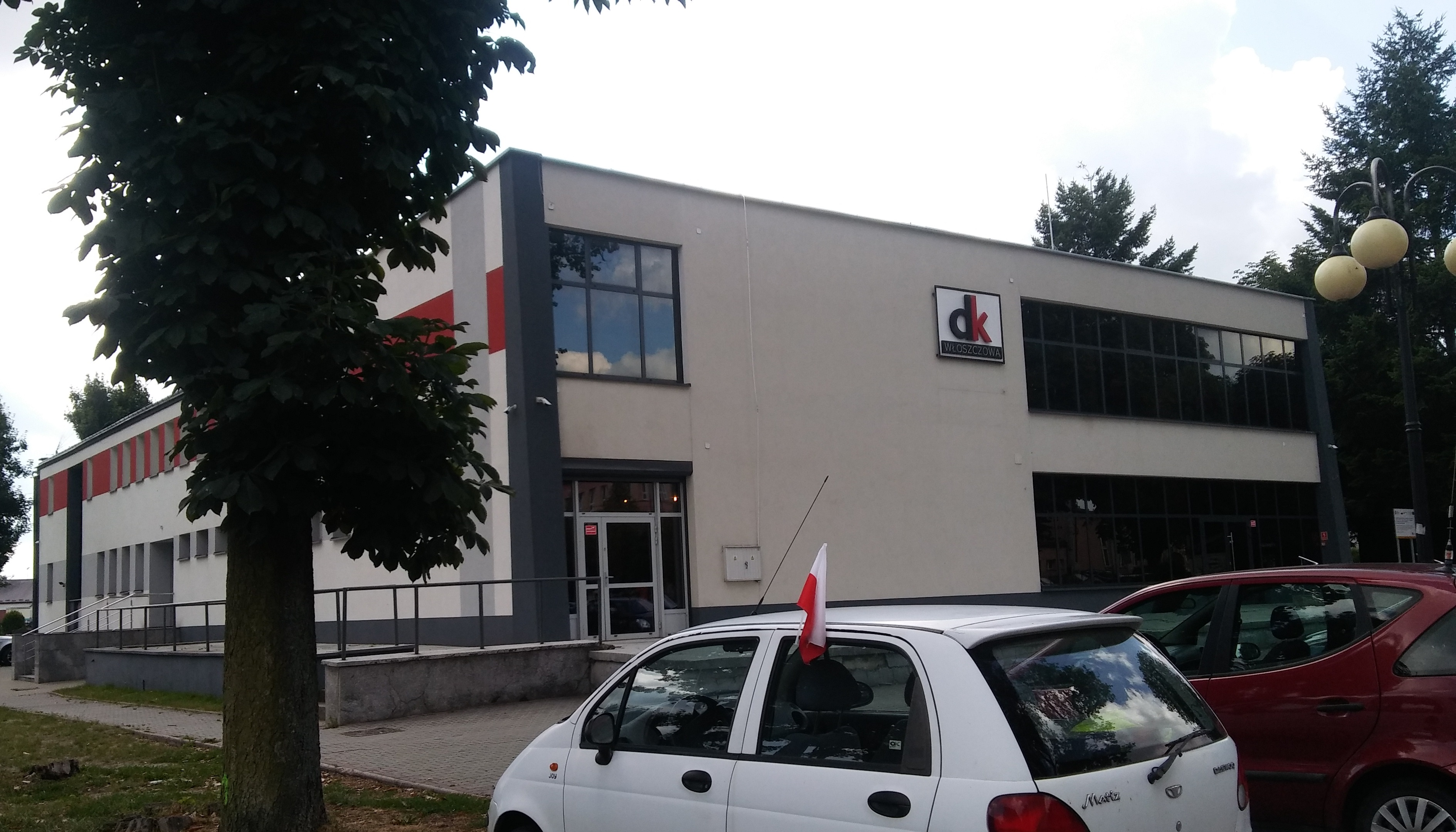
Kulturhaus in Włoszczowa

Włoszczowa verfügt außerdem über einen Internetfernsehsender namens Włoszczowa Online, der kulturelle, soziale und sportliche Aktivitäten unterstützt und als lokale Sozialfernsehstation von der Orbital Center Sozialgenossenschaft betrieben wird.

## Verkehr

### Straßenverkehr
Durch Włoszczowa verlaufen die Woiwodschaftsstraßen:
- Droga wojewódzka 786 Kielce – Częstochowa
- Droga wojewódzka 742 Przygłów – Nagłowice
- Droga wojewódzka 785 Włoszczowa – Ciężkowice

### Schienenverkehr

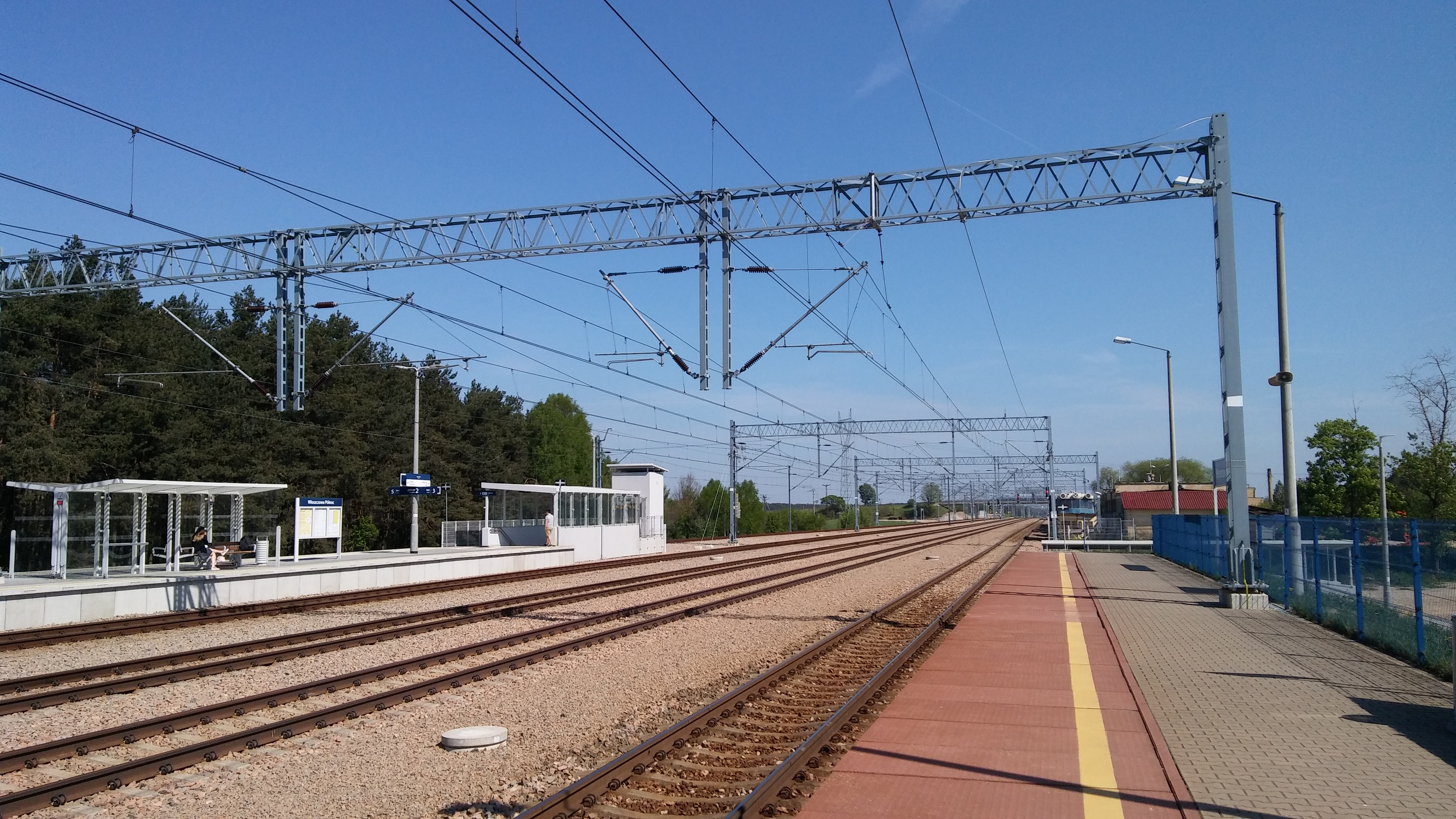
Włoszczowa Nord (Włoszczowa Północ)

Włoszczowa verfügt über zwei Bahnhöfe:
- Włoszczowa Nord
- Włoszczowa

Von Bahnhof Włoszczowa Nord (Włoszczowa Północ) fahren Züge nach Warschau, Gliwice, Krakau, Katowice, Krynica-Zdrój, Poznań sowie nach Prag in Tschechien, Budapest, Wien und Vilnius. Bis zum Jahr 2012 hielt hier auch der internationale Zug „Vltava“ nach Prag und Moskau über Terespol.

### Luftverkehr
In der Stadt befindet sich der private Hubschrauberlandeplatz ZPUE Włoszczowa.

## Sport
In der Stadt gibt es seit 1947 den Fußballverein Hetman Włoszczowa, der derzeit in der vierten Liga des polnischen Fußballs spielt.
Im Jahr 2012 wurde Hetman Włoszczowa um eine Volleyballabteilung erweitert. Seit 2007 existiert auch ein zweiter Fußballverein, Deko Włoszczowa.
Es gibt auch einen Volleyballclub für Mädchen, UKS Victoria Włoszczowa.

## Religiöse Gemeinschaften
In der Stadt wurden zwei Pfarreien der römisch-katholischen Kirche errichtet. Die erste römisch-katholische Pfarrei St. Jakobus entstand vermutlich im 14. Jahrhundert. Włoszczowa ist Sitz des Dekanats Włoszczowa. Die aktuellen Pfarreien sind: die Pfarrei Mariä Himmelfahrt und die Pfarrei des seligen Józef Pawłowski aus der Gruppe der 108 Märtyrer des Zweiten Weltkriegs (seit dem 11. Oktober 1999). Mit Włoszczowa als Kindheitsstadt war auch Bischof Mieczysław Jaworski verbunden, geb. 1930, von 1982 bis 2001 Titularbischof von Rapidum und Weihbischof in Kielce, gest. 2001. Eine Büste in der Kirche Mariä Himmelfahrt trägt die Inschrift: „Ich bin niemals von hier weggegangen.“

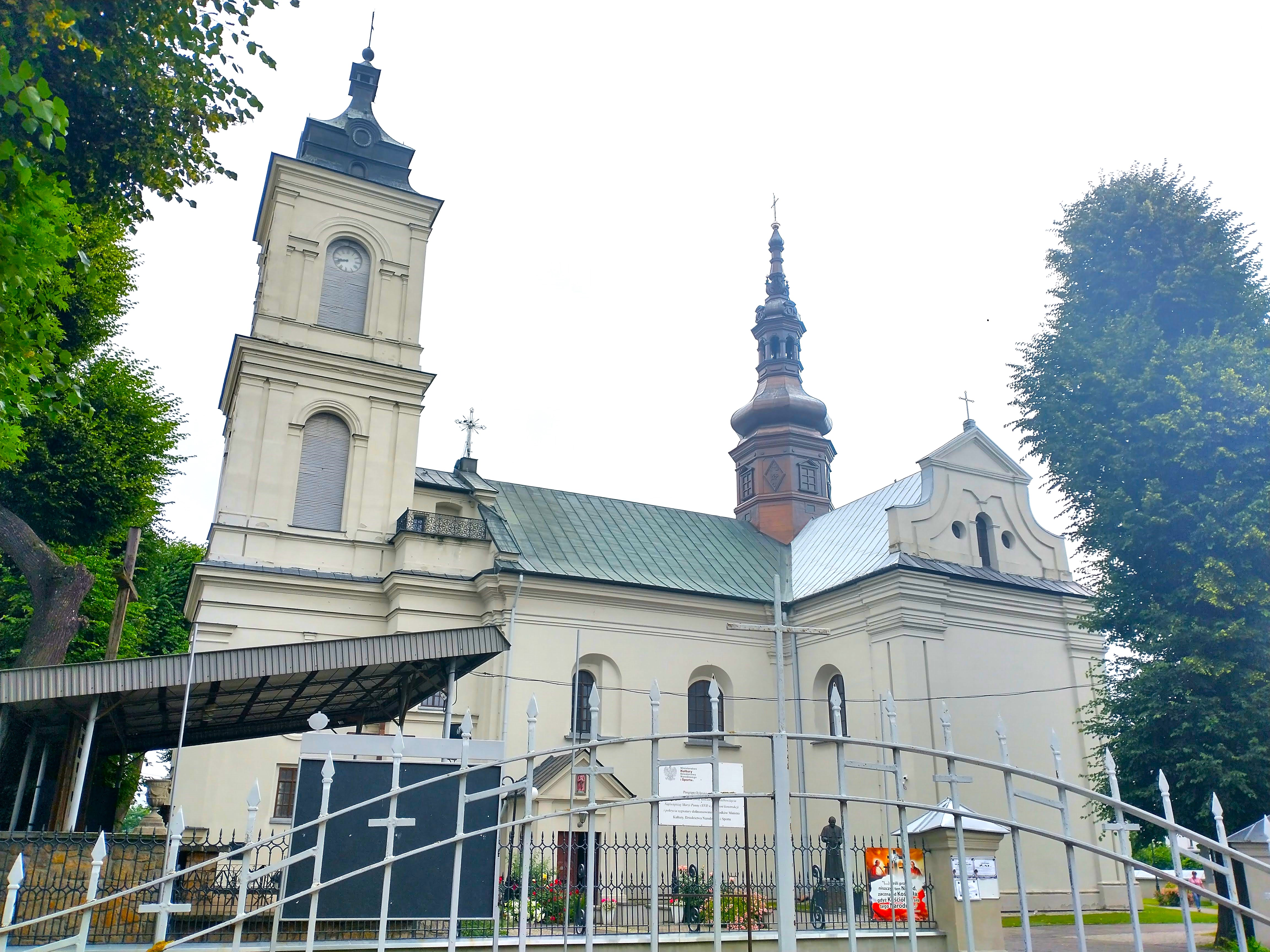
Pfarrei Mariä Himmelfahrt

Auch die Kirche der Christen des Evangelischen Glaubens, eine evangelische protestantische Gemeinschaft, ist in der Stadt aktiv. Predigtarbeit wird auch von der Gemeinde der Zeugen Jehovas geleistet.
In der Stadt sind folgende religiöse Gemeinschaften tätig:
- Kirche der Christen des Evangelischen Glaubens: Gemeinde „Evangelische Gemeinschaft“, ul. Stefana Czarnieckiego 19
- Römisch-katholische Kirche: Pfarrei des seligen Priesters Józef Pawłowski aus der Gruppe der 108 Märtyrer, Pfarrei Mariä Himmelfahrt
- Zeugen Jehovas: Gemeinde Włoszczowa (Königreichssaal, ul. Sobieskiego 84)[9]

## Persönlichkeiten
- Janusz Anderman (* 1949), Schriftsteller, Hörspiel- und Drehbuchautor
- Marian Kardas (* 1962), Volleyballspieler und Trainer
- Jacek Łydżba (* 1966), Maler

## Die Bürgermeister von Włoszczowa
- Paweł Ameryk (1990–1998)
- Władysław Oksiński (1998–2002)
- Józef Grabalski (2002–2006)
- Bartłomiej Dorywalski (2006–2010, 2010–2014)
- Ireneusz Pietraszek (2010, als Kommissar)
- Grzegorz Dziubek (2014–bis jetzt)